# فرودگاه ژلزنوگورسک
فرودگاه ژلزنوگورسک (به روسی: Аэропорт Железного́рск) فرودگاهی عمومی واقع در ۱۰ کیلومتری جنوب ژلزنوگورسک-ایلیمسکی در کشور روسیه است.